# William Grimaldi
Pour les articles homonymes, voir Grimaldi.
William Grimaldi, né le 26 août 1751 et mort le 27 mai 1830, est un miniaturiste anglais.

## Biographie

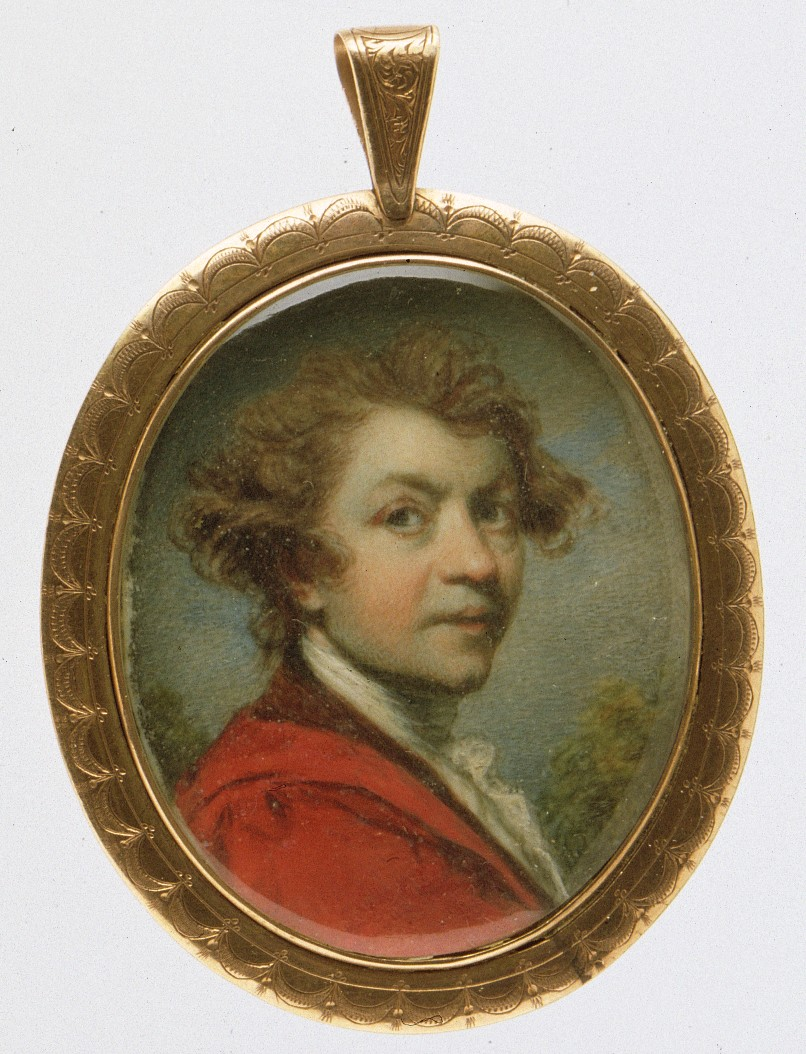
Miniature représentant Sir Joshua Reynolds (Metropolitan Museum of Art).

William Grimaldi, né le 26 août 1751 dans l'église paroissiale St Leonard's, Shoreditch (en), est le fils d'Alexander Grimaldi et de sa femme Esther Barton.
Après avoir étudié avec Worlidge, William Grimaldi est allé étudier à Paris où il est resté entre 1777 et 1785. Il a travaillé dans différentes villes avant de s'installer à Londres où il est devenu miniaturiste pour plusieurs membres de la famille royale.
Il est mort le 27 mai 1830 à Londres.